# Eparchie Luzk
Die Eparchie Luzk war eine orthodoxe Eparchie von 1288 bis 1596 und 1923/1940 bis 1945.

## Geschichte

### 1288–1596
1288 wurde sie aus der Eparchie Wolhynien herausgelöst. 1303 gehörte sie zur Metropolie Galizien.
1596 unterschrieb Bischof Kyrill die Union von Brest und trat der neuen unierten Kirche bei.
Von 1623 bis 1721 wurden orthodoxe Bischöfe für Luzk bestimmt, diese hatten aber keine reale Amtsausübung und lebten in Kiew oder an anderen Orten.

### 1923–1945
1923 wurde ein Vikariat Luzk errichtet, von 1940 bis 1945 eine Eparchie Luzk.